# Peacock (narrowboat)
Pour les articles homonymes, voir Peacock.
Le Peacock était un narrowboat britannique de 1915 opérant sur les fluviales.

En 1993, il a été acheté, en très bon état, par le Museum des Sciences et de l'Industrie de Birmingham.

Ce bâtiment est inscrit au registre du National Historic Ships  depuis 1979 et il est aussi l'un des nombreux bateaux de la National Historic Fleet.

## Histoire
Peacock a été construit comme un flyboat par et pour Fellows Morton and Clayton (en) (FMC) de Saltley à Birmingham en 1915, sous le numéro de la flotte 102. Il a été utilisé dans une flotte de bateaux à vapeur, comme le President construit en 1889. Les bateaux travaillaient jour et nuit sans escale, et avec un équipage masculin à cause de l’exiguïté des cabines d'habitation.
Peacock a travaillé dans la flotte  FMC jusqu'à la nationalisation en 1948. Il a ensuite été vendu et utilisé comme remorqueur puis houseboat  entre 1952 et 1993. Il a été acheté par le Museum des Sciences et de l'industrie de Birmingham.

Peacock était dans son état presque original, jamais converti ni altéré, détenant encore la plupart de ses accessoires d'origine. Le moteur actuel date des années 1920 , un Bolinder à essence de 15 cv.
Peacock est prêté au Black Country Living Museum (en)  au Black Country où il peut être vu à quai du canal à Dudley .